# 白方騎士
白方骑士（英語：White Knight）是英國作家路易斯·卡羅的兒童奇幻小說《愛麗絲鏡中奇遇》裡的一個虛構人物，他代表著西洋棋中對應的同名棋子。

## 故事情節

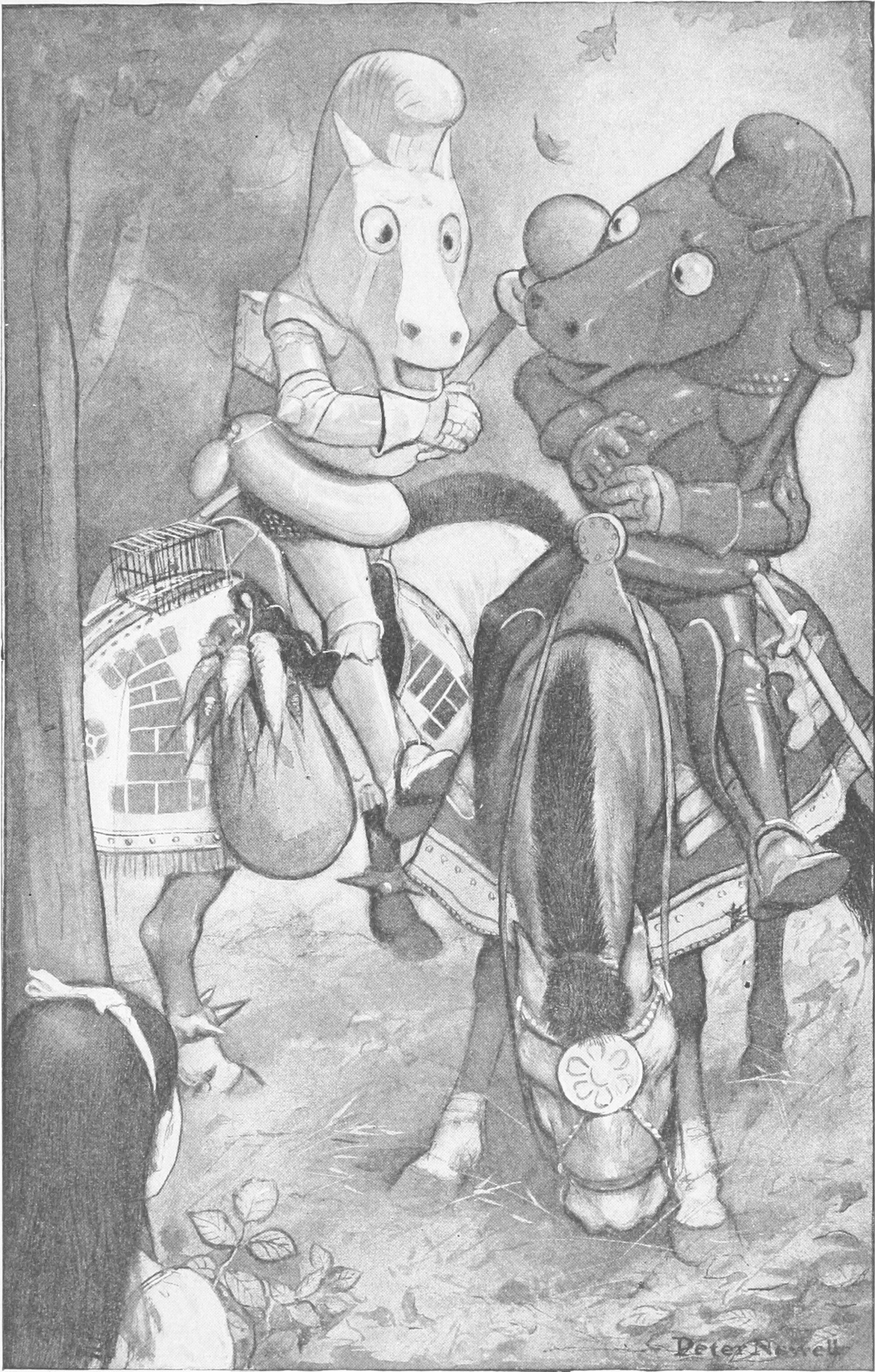
白方骑士（左）與紅騎士的決鬥，彼得·紐維爾繪。

白方骑士有著蓬鬆的頭髮和溫和的眼睛，他熱愛於發明。
在該小說第八章中，白方骑士進行了一番決鬥，將愛麗絲從他的對手紅騎士那裡拯救出來。他隨即與愛麗絲展開了一場對話，談到他自己奇怪的「發明」，例如在馬腿上系上腳環，以防止牠被鯊魚咬。在對話過程中，白方骑士還多次摔下馬背。最後他背誦了一首自己創作的詩「坐在門欄上」（但愛麗絲查覺到這首詩事實上叫「我把一切都獻給了你，我不再擁有」，且並非是他創作的），並在向愛麗絲道別後離去了。

## 構想
白方骑士的角色可能代表著作者路易斯·卡羅本人，卡羅對他的描述在很多方面都類似於自己。
在一封寫給畫家約翰·坦尼爾的信中，卡羅表示「白方骑士一定不能有鬍鬚，他絕對不能看起來很老」，然而坦尼爾最終並沒有這樣畫。後來有人認為坦尼爾刻意把白方骑士畫成類似自己的樣子。

## 改編
在1933年電影《愛麗絲夢遊仙境》裡，由賈利·古柏飾演。
在1955年的電視電影《愛麗絲夢遊仙境》裡，由雷金納德·加丁納飾演。
在1982年的電視電影《愛麗絲夢遊仙境》裡，由Stephen Boe飾演。
在1998年的電視電影《愛麗絲鏡中奇遇》裡，由伊恩·荷姆飾演。
在1999年的電視電影《愛麗絲夢遊仙境》裡，由克里斯托弗·勞埃德飾演。
在提姆·波頓執導的2010年電影裡，白方骑士是白方皇后的士兵之一，他的外觀看上去就像西洋棋裡的馬一樣。

## 其他影響
一顆小行星（17612）以白方骑士的名字命名。

## 外部連結
- 互联网电影数据库上白方騎士的资料（英文）